# Stethorrhagus planada
Stethorrhagus planada là một loài nhện trong họ Corinnidae.
Loài này thuộc chi Stethorrhagus. Stethorrhagus planada được miêu tả năm 1994 bởi Bonaldo & Antonio D. Brescovit.